# 龙门石窟
34°33′16″N 112°28′16″E / 34.55444°N 112.47111°E
龙门石窟位于中国河南省洛阳市南郊12公里处的伊水两岸的龙门山和香山崖壁上，主要开凿于北魏至北宋的四百余年间，至今仍存有窟龛（或稱壁龕）2100多个，造像10万余尊，碑刻题记3600余品，多在伊水西岸。数量之多位于中国各大石窟之首。其中“龙门二十品”是書法魏碑精华，唐代书法家褚遂良所书的“伊阙佛龛之碑”则是初唐楷书艺术的典范。
龙门石窟是中国三大石刻艺术宝库之一，同时被誉为世界最伟大的古典艺术宝库之一，与甘肃敦煌莫高窟、山西大同云岗石窟等中国著名石窟列为世界文化遗产。

## 历史

### 开凿历史
根据《魏书》记载，龙门石窟开凿于云冈石窟之后。这一时期北魏统一北方，外来的宗教佛教成为思想统治的精神支柱。为了控制中原地区，太和十八年（494年），孝文帝将国都平城（今山西大同）迁于洛阳。499年，魏孝文帝去世，北魏宣武帝即位。景明初（500年）魏宣武帝诏令在龙门（故称伊阙）开凿石像。此后在东魏与西魏、北齐与北周、隋、唐、五代、北宋、明都有修复和续作，其中以北魏和唐代的开凿活动规模最大，长达150年之久。

### 盗凿破坏
龙门石窟自建造以来受到的人为的盗凿破坏十分严重。唐武宗时期的灭佛运动、使石窟蒙难。清末和民国初年的游记史料记载了当时石窟造像被盗严重。此外，民国政府为从南京迁都洛阳，修建龙门西山下道路时也炸毁了大量的山麓佛龛。由于战乱管理空虚，1930年代到1940年代龙门石窟造像受到了疯狂的盗凿，许多头像、碑刻、浮雕被日本、美国的文物商人收购。
在略特的文章中提到，据龙门石窟研究所研究员王振国介绍：
|  | 《皇帝礼佛图》和《皇后礼佛图》被盗凿的时间大约在1930年至1935年。参与盗凿的有河南省偃师县杨沟村石匠王光喜、王水、王惠成三人。按北平古玩商岳彬和当时的美国大都会博物馆东方部主任普爱伦先生（此人1925年去敦煌剥壁画不成，才转向龙门下手）签订的秘密合同，由洛阳东关的古玩商马龙图出面，勾结偃师杨沟村的伪保长王梦林、该村土匪王东立、王毛、王魁等人，持枪胁迫石匠们秘密进行盗凿。3名石匠借着微弱的手电筒亮光，对着照片打凿的。据王光喜后来交代说，常去的有3个人，主要工作是凿宾阳洞北壁下面的身子，按凿的多少收钱。据3名石匠交代，他们盗凿浮雕的时候，先把头凿下，再凿其他部位。 |

龙门石窟研究所甚至保留着当年岳彬与当时的美国大都会博物馆东方部主任普爱伦先生签订的秘密合同：
|  | 立合同人普爱伦、彬记今普君买到彬记石头平纹人围屏像拾玖件，议定价洋一万四千元。该约定立之日为第一期，普君当即由彬记取走平像人头六件，作价洋四千元，该款彬记刻已收到。至第二期，彬记应再交普君十三件之头。如彬记能可一次交齐，普君则再付彬记价款六千，如是，人头分两次交齐，而该六千价款，亦分二期交付，每次三千。至与（于）全部平像身子，如彬记能一次交齐，而普君再付彬记价款四千。如是，该身仍分两次交齐，而此四千价款，亦分两期，每期二千。以上之货，统计价洋一万四千元。至与（于）日后下存应交之货何年运下及长短时间，不能轨（规）定。倘该山日后发生意外，即特种情形不能起运，则该合同即行作废，不再有效。此乃双方同意，各无返（反）悔，空口无凭，立此合同为证。 |

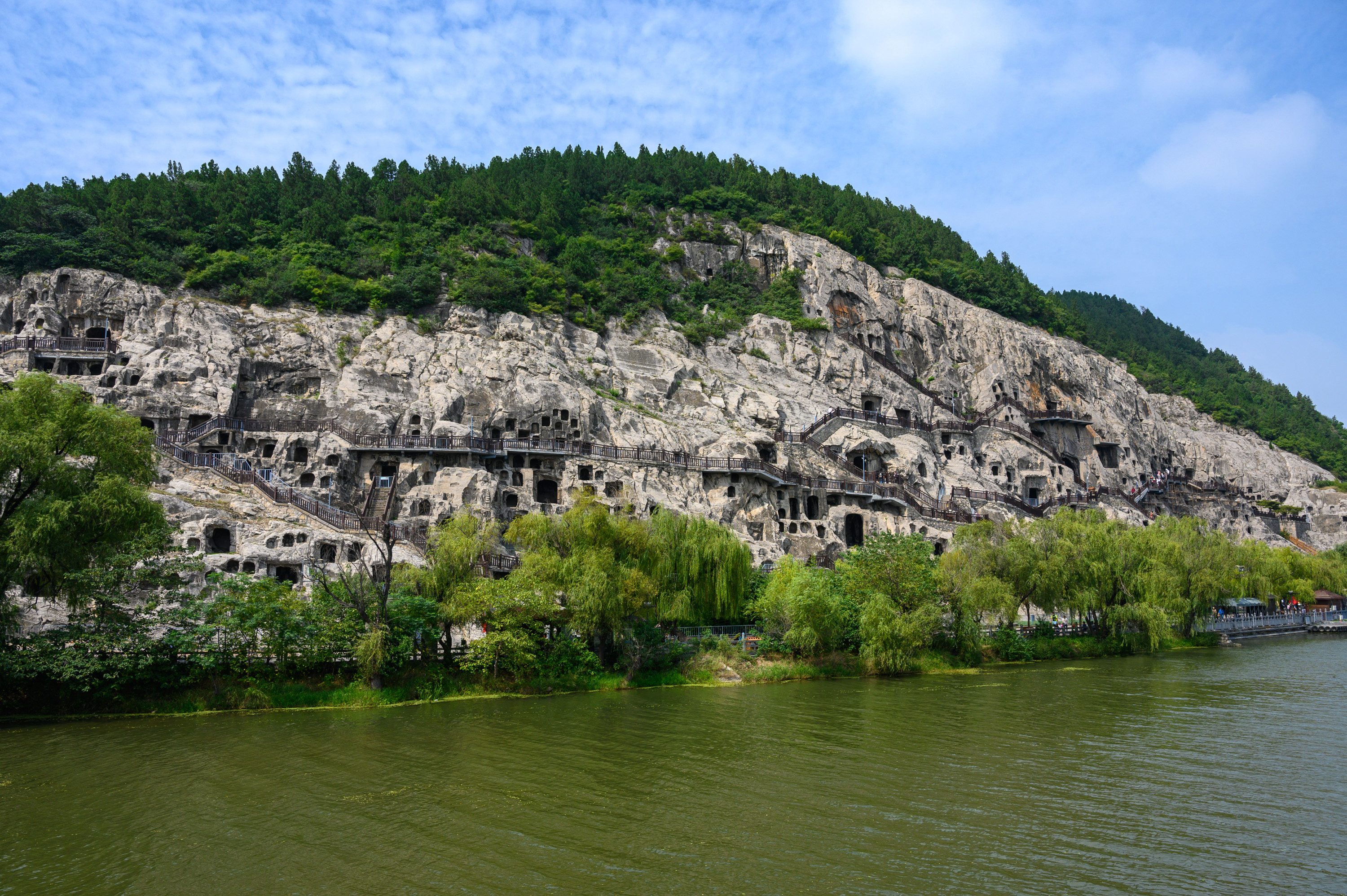
龙门石窟侧面

1950年，混迹北京琉璃厂的岳彬因犯盗卖国家文物罪被公审并枪决。然而，被美国人非法购去的中国文物却留在了美国。
据中国官方记录，文化大革命时期（1966-1976年）龙门石窟因“破四旧”而遭到破坏，许多石像被打砸得面目全非。1973年，时任国务院总理周恩来陪同时任加拿大总理皮埃尔·特鲁多等人参观龙门石窟，当时外宾们并不知道佛像是近期破坏的，还以为是毁于战火，周恩来则对工作人员说到，“古人留下的不仅是文物，更是中华民族的文化遗产，我们要精心保护啊。不然对不起先人，也对不起后人啊。” 还有记录显示，文革期间石窟的许多小佛头像被砸毁；此外，万佛洞洞口外南壁上雕有一尊菩萨站像，据说是按照武则天的身材雕成的，被誉为“东方维纳斯”，文革期间菩萨前额的一大块被人为打掉损坏，但也有认为“东方维纳斯”是卢舍那大佛，佛像的双臂在屡次战乱和文革中被毁。也有记载，当地人在文革期间保护石窟，免受红卫兵的打砸抢，但是一些“保护性”破坏让也让石窟蒙受损失。

### 维护与修缮
2000年，龙门石窟被列为世界文化遗产，之前附近的环境也得到当局的整治，拆除了附近的人造景观。
龙门石窟的卢舍那大佛于2007年3月28日结束了面部修缮工程，保护人员没有对大佛进行大的修复，只是对大佛表面除尘除污，封堵大佛自身和周边细缝。
2021年12月6日，龙门石窟奉先寺大修。2022年7月21日，龙门石窟奉先寺危岩体加固和渗漏水治理工程竣工。

## 石窟分布
龙门石窟中各个时期的窟龛造像交错分布。

### 西山部分
西山石窟中最具有代表性的是建于北魏时期的古阳洞、宾阳洞、莲花洞、药方洞，以及建于唐代的潜溪寺、看经寺、万佛洞、奉先寺、大万伍佛洞。其中奉先寺卢舍那主佛高17.14米。

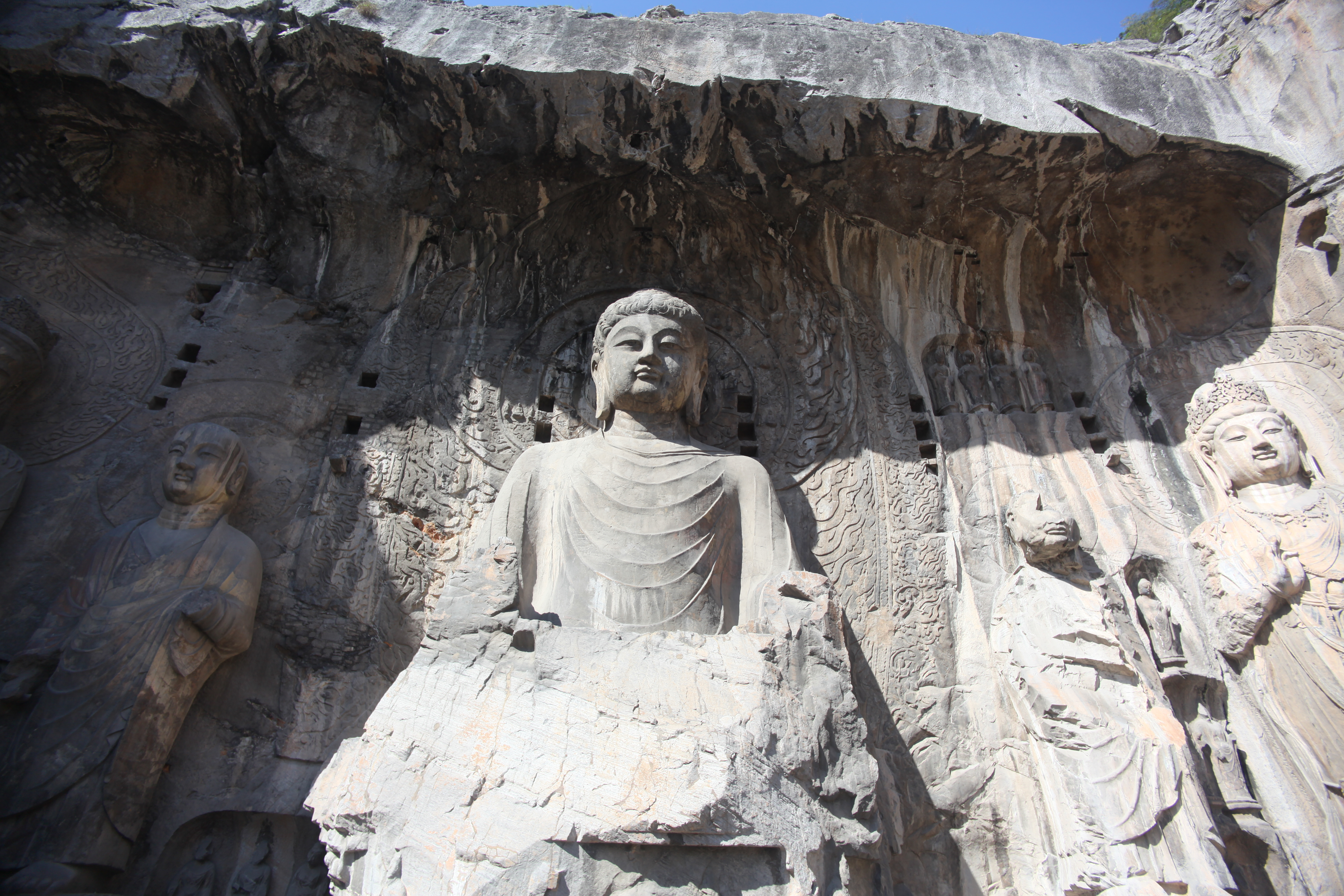
奉先寺卢舍那大佛。2011年10月

- 宾阳洞区：宾阳洞是龙门石窟最古老的窟龛，这个洞窟历时24年才建成，现在还有初建时的旧址。这一区域还有初唐建造的潜溪寺，以及七星庙、广生洞。
- 敬善寺区：位于宾阳洞南，是初唐的一个造像中心。
- 摩崖三佛龛区：位于敬善寺南，以三佛龛为主，是武周时期的一个造像中心。包括明代的观澜亭旧址和一些唐代小型窟龛。
- 万佛洞区：位于西山中部，是专为唐高宗和武则天做“功德”而开凿的功德窟，大中型洞窟多集中于此，从北往南依次为双窑、万佛洞、狮子洞、惠简洞、老龙洞等。
- 莲花洞区：位于西山中部略偏南，这一区域主要是北魏后期的造像中心，大中型窟集中。从莲花洞往南依次为澌流溪、普泰洞（十四洞）、赵客师洞、破窑、魏字洞、唐字洞。
- 奉先寺区：位于西山南部，龙门石窟中最大的一个窟，最大佛像卢舍那大佛就坐落于此，这一区域主要以初唐大像龛为主。凿建于唐咸亨三年（672年）到上元二年（675年）。[2]
- 古阳洞区：位于西山南部，这一区域是北魏中期和后期的造像中心，古阳洞北是药方洞，南是火烧洞、皇甫公窟等。
- 极南洞区：这一区域主要建造于初唐、武周到盛唐，由北往南依次为净土堂、八作司洞、龙华寺、极南洞。龙门石窟依伊水（伊河）而建

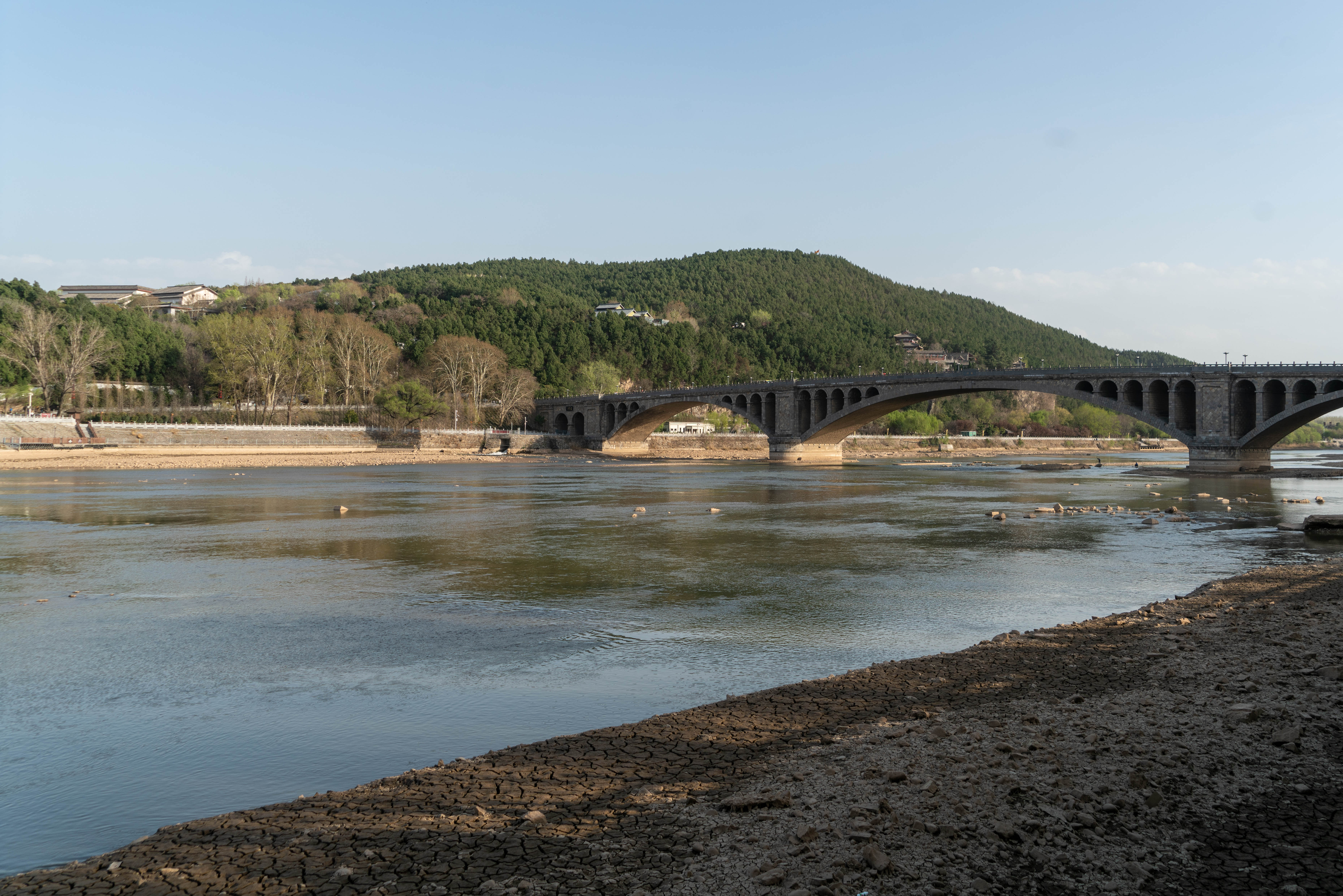
龙门石窟依伊水（伊河）而建

### 东山部分
东山开凿石窟的时代大致从唐代武周时期至宋代，北魏时期的工匠不选择东山开凿是因为东山大多数地方的岩体层理较薄，并且有多条大断裂破碎带存在，因此东山部分较大石窟内的造像均是活动的。
- 大万五佛洞区：这一区域建于武周和盛唐，大万五佛洞与南北二洞和成为“擂鼓台三洞”。
- 万佛沟区：位于东山万佛沟北侧的看经寺是东山最大的洞窟。

## 艺术特点
龙门石窟规模相当宏大，窟内造像雕刻精湛，内容题材丰富，它以自身系统和独特的雕塑艺术语言，揭示了雕塑艺术创作中的各种规律和法则。在它之前的石窟艺术均较多地保留了“犍陀罗”和“秣菟罗”的艺术成分，但龙门石窟则远承印度石窟之艺术，近继云冈石窟之风范，与魏晋和南朝时期先进深厚的汉族文化相融合开凿而成。所以龙门石窟的造像艺术融入体现了汉族的审美意识，石窟艺术呈现出了中国化和世俗化的趋势，堪称展现中国石窟艺术变革的“里程碑”。

## 世界遗产登录标准及世界遗产委员会评价

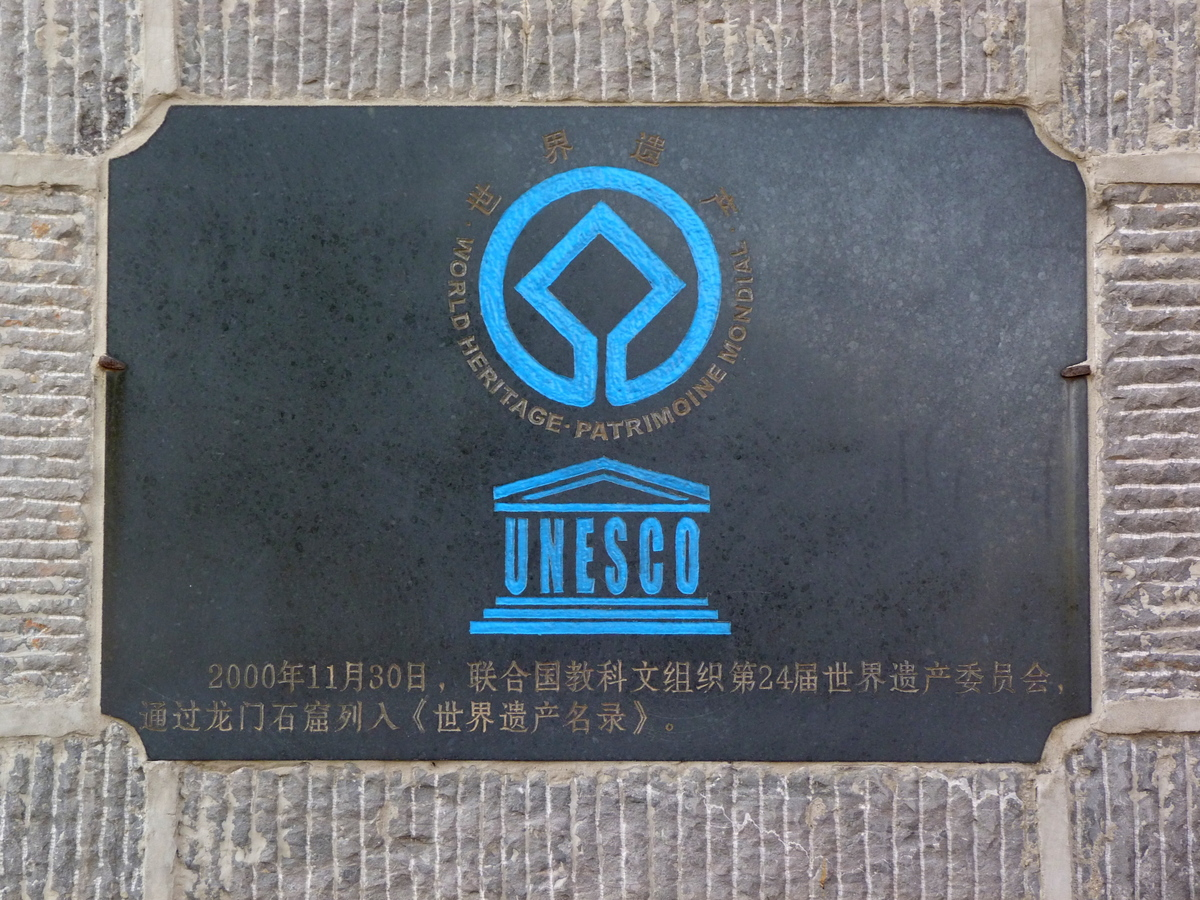
世界文化遗产 龙门石窟

龙门石窟因为满足世界文化遗产下列评定标准而登录：
- (i) 人类艺术创造力的杰出表现。
- (ii) 是对悠久历史的艺术形式的完美展现，在这一区域的文化发展中扮演着重要的角色。
- (iii)是对中国唐朝高度的文化水平和成熟的社会的展现。

世界遗产委员会的评价：龙门地区的石窟和佛龛展现了中国北魏晚期至唐代（公元493年～907年）期间，最具规模和最为优秀的造型艺术。这些详实描述佛教中宗教题材的艺术作品，代表了中国石刻艺术的最高峰。